# Leochares

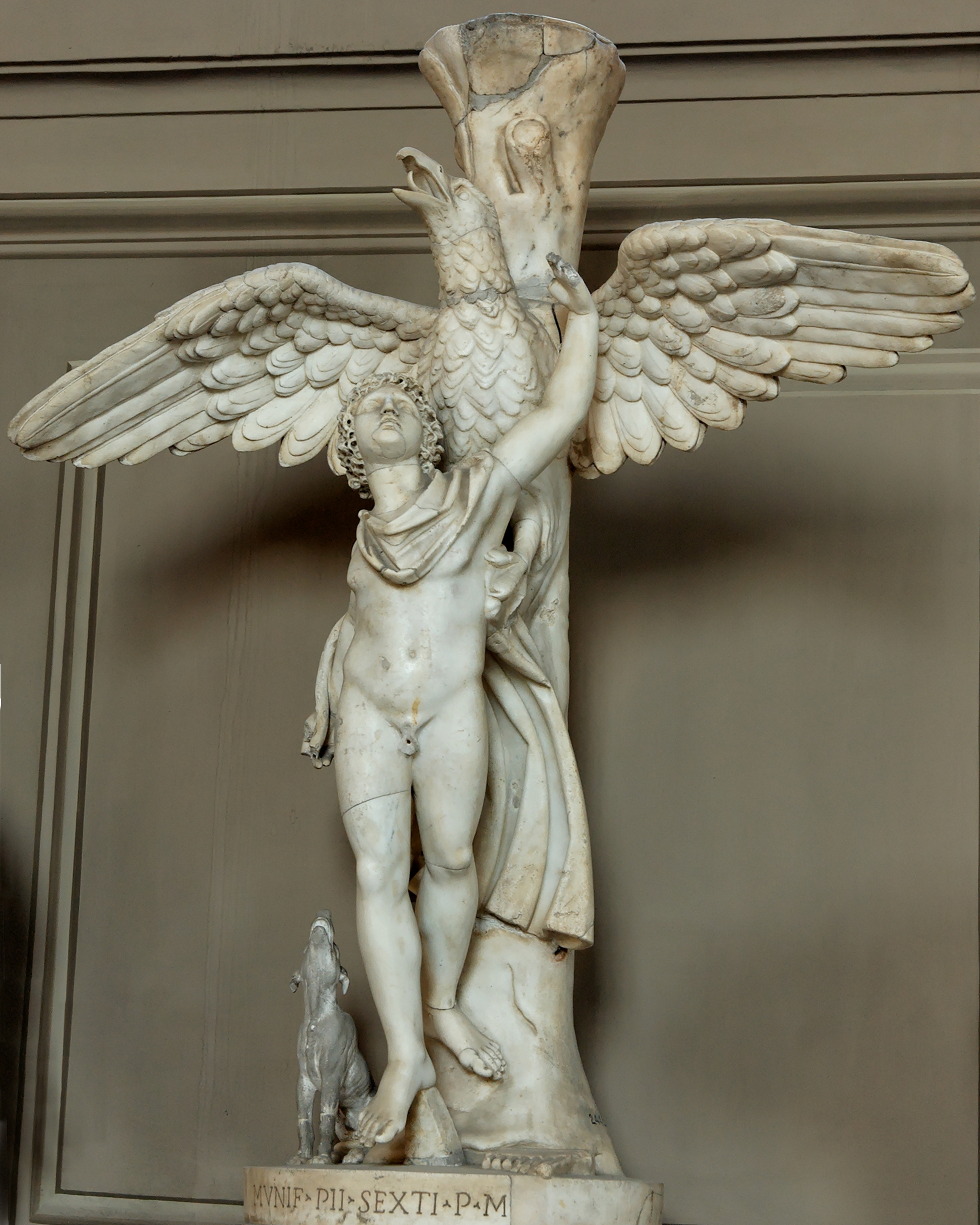
Ganymedes och örnen, romersk marmorkopia

Leochares (grekiska Λεοχάρης) var en grekisk bildhuggare av den yngre attiska skolan. Han var verksam till omkring 328 f.Kr. Tillsammans med  Sthennis från Olynthos utförde han porträttbilder av en atensk borgarfamilj, och med Lysippos en bronsgrupp av konung Alexander på jakt. Han framställde också samme konung och hans familj i präktiga kryselefantinbilder (av guld och elfenben), uppställda i Filippeion-templet i Olympia. Den berömda bronsbilden av Ganymedes bortförd av Zeus örn, av vilken en efterbildning i marmor återfinns i Vatikanen, var även ett verk av Leochares.